# Aweil East
Aweil East är ett län (county) i Sydsudan. Det ligger i delstaten Northern Bahr el Ghazal, i den nordvästra delen av landet, 600 kilometer nordväst om huvudstaden Juba.